# Marcelo Gonçalves Costa Lopes
Marcelo Gonçalves Costa Lopes (22 de febrer de 1966) és un exfutbolista brasiler.

## Selecció del Brasil
Va formar part de l'equip brasiler a la Copa del Món de 1998.